# Paul Posluszny
(en) Statistiques sur pro-football-reference
Paul Michael « Poz » Posluszny, né le 10 octobre 1984 à Butler (Pennsylvanie), est un joueur américain de football américain évoluant au poste de linebacker.
Étudiant à l'Université d'État de Pennsylvanie, il joua pour les Penn State Nittany Lions. En 2005, il remporte notamment le Dick Butkus Award et le Chuck Bednarik Award au terme de plusieurs saisons universitaires de grande qualité.
Il est drafté en 2007 à la 34e place (deuxième tour) par les Bills de Buffalo. Sa saison rookie est gâchée par une blessure mais la saison suivante, il confirme son potentiel.
Depuis la saison 2011, il joue avec les Jaguars de Jacksonville, avec lesquels il a signé un contrat de six ans pour 42 millions de dollars.